# 千代女 (短編集)
『千代女』（ちよじょ）は、太宰治の短編小説集。
1941年（昭和16年）8月15日、筑摩書房より刊行された。装幀・装画は阿部合成。定価は1円70銭だった。
1992年（平成4年）6月19日、日本近代文学館より「名著初版本複刻太宰治文学館」シリーズの一冊として当時の体裁どおりに復刊された。

## 内容
|   | タイトル     | 初出                                                 |
| - | ------------ | ---------------------------------------------------- |
| 1 | みみずく通信 | 『知性』1941年1月号                                  |
| 2 | 佐渡         | 『公論』1941年1月号                                  |
| 3 | 清貧譚       | 『新潮』1941年1月号                                  |
| 4 | 服装に就いて | 『文藝春秋』1941年2月号                              |
| 5 | 令嬢アユ     | 『新女苑』1941年6月号                                |
| 6 | 千代女       | 『改造』1941年6月号                                  |
| 7 | ろまん燈籠   | 『婦人画報』1940年12月号～1941年6月号（2月号は休載） |